# Farlowella rugosa
Farlowella rugosa är en fiskart som beskrevs av Boeseman, 1971. Farlowella rugosa ingår i släktet Farlowella och familjen Loricariidae. Inga underarter finns listade i Catalogue of Life.